# Euronext Brussels

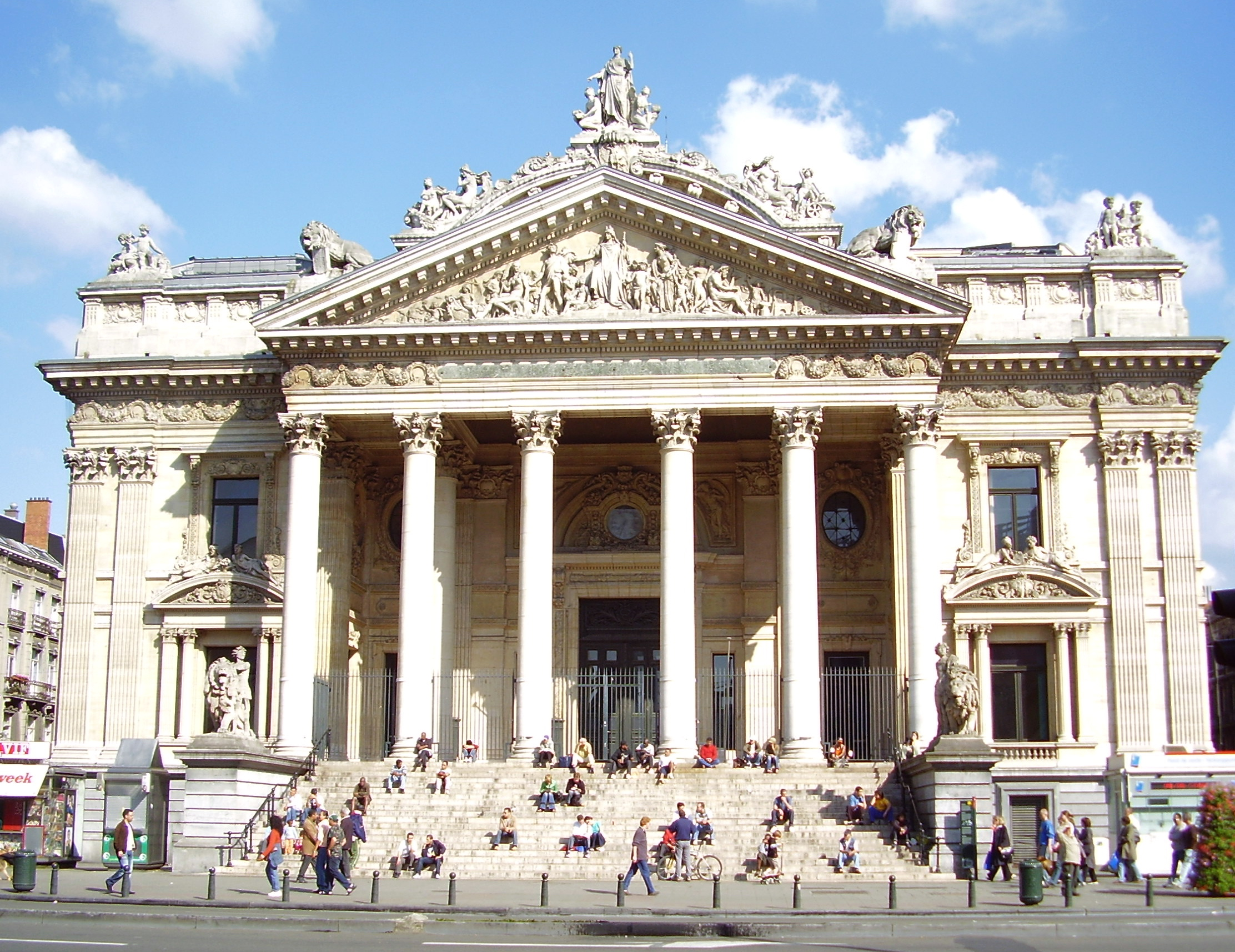
Het Beursgebouw van Brussel, tot 2015 zetel van de effectenbeurs

Euronext Brussels is de beurs van Brussel. De beurs wordt in het Frans Bourse de Bruxelles genoemd en in het Engels Brussels Stock Exchange (BSE).

## Beursgebouw
De Beurs van Brussel werd onder Napoleon opgericht in 1801. De beurs werd aanvankelijk ondergebracht in het voormalige Augustijnerklooster op de Wolvengracht. Later werden bijeenkomsten gehouden in de Munt. Bij heringebruikname van de Munt werd uitgeweken naar een huis in de Willemstraat (de latere Leopoldstraat). Toen daar de lokalen te klein werden, werden plannen gemaakt voor een nieuw centraal beursgebouw. In 1874 werd de Beurs van Brussel in gebruik genomen.
De effectenmakelaar was in de periode van 1801-1867 een ministerieel ambtenaar die als enige het voorrecht genoot om openbare effecten te verhandelen die in aanmerking kwamen voor een notering (deze situatie bleef in Frankrijk onveranderd van kracht tot 1987). Daar stond wel tegenover dat de makelaar niet voor eigen rekening mocht handelen.
De liberale filosofie die de periode vanaf 1867 kenmerkte, maakte dat het beroep van de effectenmakelaar en de oprichting van effectenbeurzen volkomen vrij waren. De enige beperking in die tijd bestond erin dat de gemeente-autoriteiten moesten instaan voor de ordehandhaving in de beurs, iets wat overigens voor elke publieke bijeenkomst gold. In werkelijkheid evenwel, werd deze bevoegdheid van het gemeentebestuur sterk beperkt door de ruime interpretatie van dit onderwerp in de reglementen van bepaalde effectenbeurzen. Dit was zeker het geval voor de Effectenbeurs van Brussel.
In juli 1996 verdween alle activiteit op de beursvloer. De effectenmarkt werd in dat jaar een elektronische markt en de dagelijkse bijeenkomst van de effectenhandelaars was daarom overbodig geworden. In mei 2015 verliet Euronext Brussels het Beursgebouw en verhuisde het naar het Markiesgebouw.

## Bedrijf
De beurs fuseerde op 22 september 2002 met de beurzen van Parijs (Paris Bourse), Lissabon en Amsterdam tot Euronext NV, de eerste pan-Europese beurs voor aandelen en derivaten. De naam werd toen gewijzigd naar Euronext Brussels.
Sinds 4 april 2007 is Euronext N.V. samen met de NYSE Group Inc. gefuseerd tot NYSE Euronext Inc.. In november 2013 komt NYSE Euronext in handen van de Amerikaanse grondstoffen- en energiebeurs Intercontinental Exchange (ICE). ICE had geen interesse in de effectenbeurzen op het Europese vasteland. Deze zijn in 2014 afgesplitst en de activiteiten gaan als een zelfstandig beursgenoteerd bedrijf verder. In juni 2014 ging Euronext naar de beurs.

## Index
De belangrijkste en bekendste index op de Brusselse beurs is de BEL20.
Andere indexen zijn de BEL-Mid, Bel-Small en BAS-index.
- Belgian All Shares-index (BAS) – prijs- + returnindex; Basiswaarde 1 000 op 01/01/1980

Deze index omvat alle binnenlandse aandelen die worden verhandeld op de gereglementeerde markt, met uitzondering van alle ondernemingen met een free float kleiner dan 5 %. Deze index is de benchmark voor de Belgische ondernemingen.
De BAS index is een "All Shares index" die de globale evolutie weergeeft van Euronext Brussels. De aandelen in deze indexen worden gewogen in functie van hun dagelijkse beurskapitalisatie. De BAS index heeft twee versies, Koers en Return. Zowel de Koers- als de Returnindex hebben als basis 01.01.1980 = 1000. De indexen worden eenmaal per dag berekend na het sluiten van de markt. Het verschil tussen de Koersindex en de Returnindex is dat de Koersindex geen rekening houdt met de herbelegging van de nettodividenden en de Returnindex wel.
- BEL 20-index – prijs- + returnindex; Basiswaarde 1 000 op 31/12/1990

Minstens 10 en hoogstens 20 componenten gehaald uit de meest liquide aandelen genoteerd op de gereglementeerde markt. De free float-marktkapitalisatie moet 500 000 keer het niveau van de BEL 20-index zijn.
Er worden 2 returnindices berekend. De BEL 20 Return Privé Index waarbij het nettodividend wordt toegevoegd aan de indexkorf en de BEL 20 Return Institutionele Index die rekening houdt met het brutodividend.
- BEL Mid-index – prijs- + returnindex; Basiswaarde 2 631,03 op 31/12/2004

De BEL Mid-index bestaat uit de volgende grootste kapitalisaties na de allergrootste aandelen die de BEL 20-index vormen (horse tailing).
Zodoende hebben de componenten van de BEL Mid-index ook een free float-marktkapitalisatie van meer dan 50 000 keer het niveau van de BEL 20-index, met een jaarlijkse omloopsnelheid van minstens 10 %. Het gewicht van de afzonderlijke aandelen is beperkt tot 10 %.
- BEL Small-index – prijs- + returnindex; Basiswaarde 4 999,83 op 31/12/2004

Deze index bestaat uit aandelen waarvan de free float-marktkapitalisatie tussen het niveau van de BEL 20-index vermenigvuldigd met 5 000 en 50 000 ligt. De omloopsnelheid moet minstens 10 % zijn en het gewicht van ieder aandeel is beperkt tot 10 %.